# Panna Udvardy
Panna Udvardy (Kaposvár, 28 settembre 1998) è una tennista ungherese.

## Biografia
Ha iniziato a giocare a 5 anni e considera il cemento la sua superficie preferita, ma ha ottenuto buoni risultati anche sulla terra battuta. A livello junior ha toccato il piazzamento numero 15 del ranking, ottenuto il 24 ottobre 2016.
Ha conquistato un titolo WTA 125 in singolare e due in doppio, nonché 12 titoli in singolare e 9 in doppio a livello ITF. Il 12 settembre 2022 ha raggiunto il suo best ranking di singolare al numero 76, mentre il 24 ottobre dello stesso anno ha toccato anche il numero 65 in doppio.
La Udvardy ha fatto il suo debutto nel circuito WTA al BRD Bucarest Open 2016, ricevendo una wild card per il tabellone di qualificazione, dove è stata eliminata all'esordio da Marina Mel'nikova in tre set. All'Hungarian Ladies Open 2017 di Budapest ha invece fatto la sua prima apparizione nel tabellone principale di un torneo WTA in doppio, in coppia con Anna Blinkova. Nel 2018, sempre nel WTA di Budapest, ha debuttato anche in un main draw di singolare, venendo eliminata al primo turno dalla croata Donna Vekić, testa di serie numero 8, per 6–3, 6–3.
Nel luglio 2021 ha raggiunto il suo primo quarto di finale a livello WTA a Budapest, entrando quindi per la prima volta tra le prime 200 al mondo. A novembre dello stesso anno ha invece raggiunto la sua prima finale in un WTA 125 a Montevideo e conquistato il suo titolo più prestigioso, il 60mila dollari di Brasilia, infrangendo la barriera delle prime 100.
Membro del team ungherese di Billie Jean King Cup a partire dal 2022, ha un bilancio di 4 vittorie su 6 incontri disputati.
Il 20 luglio 2025, Panna vince il primo titolo WTA 250 della carriera all'UniCredit Iași Open, insieme alla slovena Veronika Erjavec, avendo la meglio in finale sull'argentina María Carlé e la svizzera Simona Waltert con il punteggio di 7-5, 6-3.

## Statistiche WTA

### Doppio

#### Vittorie (1)
| Legenda              |
| -------------------- |
| Grande Slam (0)      |
| Ori Olimpici (0)     |
| WTA Finals (0)       |
| WTA Elite Trophy (0) |
| Dal 2021             |
| WTA 1000 (0)         |
| WTA 500 (0)          |
| WTA 250 (1)          |

| N. | Data           | Torneo          | Superficie  | Compagna         | Avversarie in finale       | Punteggio |
| 1. | 20 luglio 2025 | Iași Open, Iași | Terra rossa | Veronika Erjavec | María Carlé Simona Waltert | 7-5, 6-3  |

#### Sconfitte (3)
| Legenda              |
| -------------------- |
| Grande Slam (0)      |
| Argenti Olimpici (0) |
| WTA Finals (0)       |
| WTA Elite Trophy (0) |
| Dal 2021             |
| WTA 1000 (0)         |
| WTA 500 (1)          |
| WTA 250 (2)          |

| N. | Data            | Torneo                       | Superficie  | Compagna          | Avversarie in finale              | Punteggio        |
| 1. | 15 gennaio 2022 | Sydney International, Sydney | Cemento     | Vivian Heisen     | Anna Danilina Beatriz Haddad Maia | 6–4, 5–7, [8–10] |
| 2. | 24 luglio 2022  | Palermo Ladies Open, Palermo | Terra rossa | Amina Anšba       | Anna Bondár Kimberley Zimmermann  | 3–6, 2–6         |
| 3. | 14 gennaio 2023 | Hobart International, Hobart | Cemento     | Viktorija Golubic | Kirsten Flipkens Laura Siegemund  | 4–6, 5–7         |

## Circuito WTA 125

### Singolare

#### Vittorie (1)
| N. | Data             | Torneo                       | Superficie  | Avversaria in finale | Punteggio |
| 1. | 20 novembre 2022 | Argentina Open, Buenos Aires | Terra rossa | Danka Kovinić        | 6–4, 6–1  |

#### Sconfitte (4)
| N. | Data             | Torneo                                       | Superficie  | Avversaria in finale | Punteggio     |
| 1. | 21 novembre 2021 | Montevideo Open, Montevideo                  | Terra rossa | Diane Parry          | 3–6, 2–6      |
| 2. | 7 agosto 2022    | Iași Open, Iași                              | Terra rossa | Ana Bogdan           | 2–6, 6–3, 1–6 |
| 3. | 11 giugno 2023   | Open Internacional Femení Solgironès, Bisbal | Terra rossa | Arantxa Rus          | 6(2)–7, 3–6   |
| 4. | 9 giugno 2024    | Open delle Puglie, Bari                      | Terra rossa | Anca Todoni          | 4–6, 0–6      |

### Doppio

#### Vittorie (2)
| N. | Data           | Torneo                    | Superficie  | Compagna         | Avversarie in finale              | Punteggio        |
| 1. | 15 maggio 2022 | Open Karlsruhe, Karlsruhe | Terra rossa | Mayar Sherif     | Jana Sizikova Alison Van Uytvanck | 5–7, 6–4, [10–2] |
| 2. | 15 luglio 2023 | Swedish Open, Båstad      | Terra rossa | Irina Chromačëva | Eri Hozumi Jang Su-jeong          | 4–6, 6–3, [10–5] |

#### Sconfitte (2)
| N. | Data              | Torneo                             | Superficie  | Compagna       | Avversarie in finale           | Punteggio        |
| 1. | 7 agosto 2022     | Iași Open, Iași                    | Terra rossa | Réka Luca Jani | Dar'ja Astachova Andreea Roșca | 5–7, 7–5, [7–10] |
| 2. | 17 settembre 2022 | Țiriac Foundation Trophy, Bucarest | Terra rossa | Réka Luca Jani | Aliona Bolsova Andrea Gámiz    | 5–7, 3–6         |

## Statistiche ITF

### Singolare

#### Vittorie (12)
| Torneo $100.000 (0) |
| Torneo $80.000 (0)  |
| Torneo $75.000 (0)  |
| Torneo $60.000 (4)  |
| Torneo $50.000 (0)  |
| Torneo $40.000 (0)  |
| Torneo $25.000 (4)  |
| Torneo $15.000 (3)  |
| Torneo $10.000 (1)  |

| N.  | Data              | Torneo                                                        | Superficie      | Avversaria in finale | Punteggio        |
| 1.  | 24 dicembre 2016  | Tournoi International Feminin du Club OCC, Casablanca         | Terra rossa     | Eleni Kordolaimi     | 6–4, 7–6(3)      |
| 2.  | 16 aprile 2017    | Hammamet Open, Hammamet                                       | Terra rossa     | Audrey Albié         | 1–6, 6–4, 6–3    |
| 3.  | 20 maggio 2017    | Women Oeiras Magnesium-OK, Oeiras                             | Terra rossa     | Gaia Sanesi          | 6(5)–7, 7–5, 6–4 |
| 4.  | 17 settembre 2017 | XIXO Open Székesfehérvár, Székesfehérvár                      | Terra rossa     | Réka Luca Jani       | 7–5, 6–3         |
| 5.  | 9 maggio 2021     | ASC BMW Women's World Tennis Tour, Naples                     | Terra verde     | Irina Fetecău        | 6–0, 6–3         |
| 6.  | 23 maggio 2021    | Pelham Racquet Club Pro Classic, Pelham                       | Terra verde     | Jamie Loeb           | 6(5)–7, 6–4, 6–3 |
| 7.  | 12 settembre 2021 | Frýdek-Místek Open, Frýdek-Místek                             | Terra rossa     | Sofia Šapatava       | 6–2, 6–1         |
| 8.  | 24 ottobre 2021   | Dove Men+Care Legión, Rio do Sul                              | Terra rossa     | Daniela Seguel       | 6–1, 6–0         |
| 9.  | 28 novembre 2021  | Aberto da República, Brasilia                                 | Terra rossa (i) | Elina Avanesjan      | 0–6, 6–4, 6–3    |
| 10. | 30 luglio 2022    | Internazionali di Tennis del Friuli Venezia Giulia, Cordenons | Terra rossa     | Elina Avanesjan      | 6–2, 6–0         |
| 11. | 6 novembre 2022   | Barranquilla Open, Barranquilla                               | Cemento         | Laura Pigossi        | 6–2, 7–5         |
| 12. | 21 giugno 2025    | Internationaux de Tennis de Blois, Blois                      | Terra rossa     | Julie Belgraver      | 7–5, 6–3         |

#### Sconfitte (11)
| Torneo $100.000 (2) |
| Torneo $80.000 (1)  |
| Torneo $75.000 (0)  |
| Torneo $60.000 (1)  |
| Torneo $50.000 (0)  |
| Torneo $40.000 (1)  |
| Torneo $25.000 (4)  |
| Torneo $15.000 (1)  |
| Torneo $10.000 (1)  |

| N.  | Data             | Torneo                                             | Superficie  | Avversaria in finale        | Punteggio        |
| 1.  | 31 dicembre 2016 | Tournoi International Feminin du Club WIFAQ, Rabat | Terra rossa | Joséphine Boualem           | 6–2, 6(1)–7, 4–6 |
| 2.  | 11 febbraio 2017 | AEGON Pro Series Edgbaston, Edgbaston              | Cemento (i) | Manon Arcangioli            | 6(4)–7, 1–6      |
| 3.  | 24 novembre 2019 | ASC BMW Women's World Tennis Tour, Naples          | Terra verde | Seone Mendez                | 3–6, 4–6         |
| 4.  | 11 aprile 2021   | Torneo Internacional Dove Men+Care, Córdoba        | Terra rossa | Beatriz Haddad Maia         | 2–6, 2–6         |
| 5.  | 4 luglio 2021    | ITF World Tennis The Hague, L'Aia                  | Terra rossa | Quirine Lemoine             | 5–7, 3–6         |
| 6.  | 14 novembre 2021 | Dove Men+Care Legión, Aparecida de Goiânia         | Terra rossa | Victoria Jiménez Kasintseva | 3–6, 5–7         |
| 7.  | 23 ottobre 2022  | Mercer Tennis Classic, Macon                       | Cemento     | Madison Brengle             | 3–6, 1–6         |
| 8.  | 22 ottobre 2023  | Mercer Tennis Classic, Macon                       | Cemento     | Taylor Townsend             | 3–6, 4–6         |
| 9.  | 12 novembre 2023 | LTP Charleston Pro Tennis, Charleston              | Terra verde | Emma Navarro                | 1–6, 1–6         |
| 10. | 28 aprile 2024   | Oeiras CETO Open, Oeiras                           | Terra rossa | Jana Fett                   | 0–6, 2–6         |
| 11. | 19 gennaio 2025  | ITF Women's Tennis Tournament, Nuova Delhi         | Cemento     | Tat'jana Prozorova          | 6–4, 6(6)–7, 4–6 |

### Doppio

#### Vittorie (9)
| Torneo $100.000 (1) |
| Torneo $80.000 (0)  |
| Torneo $75.000 (0)  |
| Torneo $60.000 (0)  |
| Torneo $50.000 (0)  |
| Torneo $40.000 (0)  |
| Torneo $25.000 (4)  |
| Torneo $15.000 (3)  |
| Torneo $10.000 (1)  |

| N. | Data              | Torneo                                                | Superficie  | Compagna        | Avversarie in finale                           | Punteggio           |
| 1. | 29 settembre 2016 | Internacional Femenino Melilla Sport Capital, Melilla | Terra rossa | Mariana Dražić  | Marianna Natali Lisa Ponomar                   | 6–1, 2–0 rit.       |
| 2. | 15 aprile 2017    | Hammamet Open, Hammamet                               | Terra rossa | Maia Lumsden    | Fernanda Brito Fanny Östlund                   | 6–4, 5–7, [10–4]    |
| 3. | 6 maggio 2017     | XIXO Open Győr, Győr                                  | Terra rossa | Mira Antonitsch | Tamara Čurović Wang Xinyu                      | 6–1, 6–2            |
| 4. | 11 maggio 2018    | Kaposvár Ladies Open, Kaposvár                        | Terra rossa | Anna Bondár     | Julija Lysa Marija Marfutina                   | 7–6(6), 6–1         |
| 5. | 14 settembre 2019 | Madainitennis Open, Sankt Pölten                      | Terra rossa | Irina Fetecău   | Anna Bondár Réka Luca Jani                     | 7–6(5), 0–6, [11–9] |
| 6. | 25 gennaio 2020   | Vero Beach International Tennis Open, Vero Beach      | Terra verde | Hsu Chieh-yu    | Irene Burillo Escorihuela Andrea Lázaro García | 7–5, 4–6, [10–7]    |
| 7. | 27 marzo 2021     | Blooming Cup, Buenos Aires                            | Terra rossa | Amina Anšba     | Valentini Grammatikopoulou Richèl Hogenkamp    | 7–5, 6–2            |
| 8. | 11 aprile 2021    | Torneo Internacional Dove Men+Care, Córdoba           | Terra rossa | Amina Anšba     | Bárbara Gatica Rebeca Pereira                  | 6–3, 6–3            |
| 9. | 8 maggio 2022     | Wiesbaden Tennis Open, Wiesbaden                      | Terra rossa | Amina Anšba     | Andrea Gámiz Eva Vedder                        | 6–2, 6–4            |

#### Sconfitte (4)
| Torneo $100.000 (0) |
| Torneo $80.000 (0)  |
| Torneo $75.000 (0)  |
| Torneo $60.000 (1)  |
| Torneo $50.000 (0)  |
| Torneo $40.000 (0)  |
| Torneo $25.000 (2)  |
| Torneo $15.000 (1)  |
| Torneo $10.000 (0)  |

| N. | Data              | Torneo                                   | Superficie      | Compagna                    | Avversarie in finale              | Punteggio           |
| 1. | 15 settembre 2017 | XIXO Open Székesfehérvár, Székesfehérvár | Terra rossa     | Réka Luca Jani              | Laura Ioana Paar Elena Bogdan     | 6–1, 2–6, [7–10]    |
| 2. | 6 ottobre 2018    | Óbidos Ladies Open, Óbidos               | Sintetico       | Diāna Marcinkēviča          | Natalija Kostić Akiko Ōmae        | 3–6, 6–4, [7–10]    |
| 3. | 3 luglio 2021     | ITF World Tennis The Hague, L'Aia        | Terra rossa     | María José Portillo Ramírez | Marie Benoît Ioana Loredana Roșca | 7–6(5), 5–7, [7–10] |
| 4. | 15 marzo 2025     | Székesfehérvár Open, Székesfehérvár      | Terra rossa (i) | Luca Udvardy                | Irina Bara Ekaterine Gorgodze     | 7–6(7), 3–6, [3–10] |